# Відома (Свентокшиське воєводство)
Відома (пол. Widoma) — село в Польщі, у гміні Стравчин Келецького повіту Свентокшиського воєводства.
У 1975-1998 роках село належало до Келецького воєводства.